# Matrang
Matrang (рус. Матра́нг; настоящее имя — Алан Аркадьевич Хадзарагов; род. 20 апреля 1995, Владикавказ) — российский музыкант, певец и рэпер. С 2017 по 2024 год являлся участником творческого объединения «Gazgolder (золотой газ)». Обладатель независимой музыкальной премии «Золотая Горгулья» в номинации «лучший соул-проект».

## Биография
Алан Хадзарагов родился 20 апреля 1995 года, в городе Владикавказ в осетинской семье. Мама учительница, сейчас водит экскурсии в горы, а отец занимается творчеством.. У него также есть две сестры и брат.
С детства Хадзарагов рисовал, играл в театре и пел. В 7 лет стал солистом в республиканском хоре «Арион» под руководством Ольги Джанаевой.
В 2012 году выпустил свой первый трек «Гадкий мир», а потом и дебютный альбом «Планета луна». Сначала выступал под псевдонимом Don ShaL. Окончив школу Хадзарагов поступил в Институт цивилизации во Владикавказе на специальность дизайнера-проектировщика. Однако вскоре разочаровался в выбранной профессии, и бросив институт, в 2016 году уехал в Москву. Тогда он взял себе псевдоним Matrang, что в переводе с вьетнамского языка — «луна».
Всероссийская известность пришла к Алану в 2018 году, когда его песня «Медуза» стала одним из главных русскоязычных хитов года. Песня номинировалась в премии Муз-ТВ в номинации «Песня Рунета», но не победила. С ней же он 7 января 2019 года принял участие в «Live Fest URBAN» (часть программы фестиваля Роза Хутор).
В январе 2018 года Matrang выпустил трек «Привет».
По мнению некоторых обозревателей, вокальные приемы и образ певца были вдохновлены творчеством группы «Кино» и Виктора Цоя в частности. Образ Виктора Цоя угадывается в персонаже Matrang в клипе «Молодость», вышедшем в 2020 году.
Интроверт, ведёт аскетический образ жизни. В конце января 2024 года певец заявил о преследовании в Северной Осетии — перед Новым годом двое неизвестных вывезли его в лес во Владикавказе, избили и угрожали. Также певец сообщил, что сейчас находится в Таиланде без денег, сбрил брови и часть волос на лбу и заявил, что отказывается от продолжения музыкальной карьеры и больше не хочет публичности. После возвращения в Россию 21 февраля 2024 года Matrang был помещён семьей в реабилитационный центр. Сестра певца пояснила, что данное решение было принято из-за его наркотической зависимости.

## Дискография

### Номерные альбомы
| Название     | Информация                                                                |
| ------------ | ------------------------------------------------------------------------- |
| Планета Луна | - Релиз: 2015 - Лейбл: Moon Mafia - Формат: цифровая дистрибуция          |
| Красная Луна | - Релиз: 2017 - Лейбл: Moon Mafia - Формат: цифровая дистрибуция          |
| ЭЙА          | - Релиз: 25 мая 2018 - Лейбл: Gazgolder - Формат: цифровая дистрибуция    |
| DA           | - Релиз: 31 января 2019 - Лейбл: Gazgolder - Формат: цифровая дистрибуция |
| ТРИ          | - Релиз: 27 марта 2020 - Лейбл: Gazgolder - Формат: цифровая дистрибуция  |

### Синглы
- 2018 — «Медуза»
- 2018 — «OMO»
- 2018 — «Вода»
- 2018 — «От Луны до Марса»
- 2018 — «Провода»
- 2018 — «Замыкать»
- 2018 — «Бронза»
- 2019 — «Со мной»
- 2019 — «Проснись»
- 2019 — «Дурень»
- 2019 — «Привет» (feat. Баста
- 2019 — «Привет» (feat. Straniza & Ксения Минаева)
- 2019 — «Оставайся»
- 2019 — «Матранг»
- 2019 — «С самим собой»
- 2019 — «Круг»
- 2020 — «Мама»
- 2020 — «Отчаянно зовёт»
- 2020 — «Вельветовые часы»
- 2020 — «Молодость»
- 2020 — «Фас»
- 2020 — «Мент»
- 2020 — «Взаперти»
- 2021 — «Руки на руке»
- 2021 — «Патриархат»
- 2021 — «Заманчивая»
- 2021 — «Мимо ветра» (feat. Муся Тотибадзе)
- 2022 — «Лето зимой»
- 2023 — «Legato»

## Видеография
- 2017 — «Кино»
- 2018 — «Медуза»
- 2018 — «Вода»
- 2019 — «Имя»
- 2019 — «Привет» (feat. Баста)
- 2020 — «Молодость»
- 2021 — «Руки на руке»

## Премии и номинации
| Год  | Премия                                     | Номинант           | Категория                  | Результат |
| ---- | ------------------------------------------ | ------------------ | -------------------------- | --------- |
| 2018 | Российская национальная музыкальная премия | Matrang — «Медуза» | Лучший хип-хоп исполнитель | Номинация |
| 2018 | Премия Муз-ТВ                              | Matrang — «Медуза» | Лучшая песня рунета        | Номинация |
| 2019 | Премия Муз-ТВ                              | Matrang — «Медуза» | Лучшее мужское видео       | Номинация |